# Batrachyla leptopus
Batrachyla leptopus es una especie  de anfibios de la familia Leptodactylidae.

## Distribución geográfica
Se encuentra en Argentina y, Chile.

## Estado de conservación
Esta especie se encuentra clasificada en la IUCN como de Preocupación Menor(LC), debido a su distribución relativamente amplia.